# Carlos Montilla
Carlos Gregorio Montilla Sánchez (Caracas; 21 de agosto de 1962), más conocido como Carlos Montilla es un actor, modelo y cantante venezolano. Ha participado en telenovelas de Venezuela, y en producciones cinematográficas de Hollywood.

## Biografía
Carlos Montilla nació en Caracas, en donde realizó sus estudios. Al graduarse de bachiller, recibe una beca del gobierno de turno, para estudiar Computación en Estados Unidos en la Pacific Lutheran University de Washington.   
Al regresar  a Venezuela estudió y se perfeccionó en la Escuela de Arte Dramático además de realizar talleres de actuación con actores reconocidos.  Comienza por el teatro y luego da el salto a la TV. Es así como trabajo en emblemáticas producciones dramáticas de RCTV y Venevisión.
Su experiencia en la televisión abarca éxitos novelísticos como Topacio, Atrévete y Roberta y el unitario Simeón Calamaris (en roles de secundario), hasta que su destacada actuación en la telenovela Primavera le valió su primer protagónico en la telenovela Alma mía, a los que le siguieron los de novelas como Carmen querida, La loba herida y Sirena. Ha participado en varias obras teatrales. 
Carlos Montilla también incursionó como cantante con un primer disco titulado "De ahora en adelante", cuyo sencillo "Loba Herida" fue el tema principal de la telenovela del mismo nombre y que fue disco de oro en España, donde tanto la novela como el tema musical cautivaron al público. Montilla también ha participado en radionovelas.
El actor cumplió su sueño de hacer carrera en Estados Unidos (Hollywood). Para ello, se radicó en Los Ángeles por espacio de dos años aproximadamente, con la finalidad de perfeccionar su formación como actor y, al mismo tiempo, incursionar en el mundo cinematográfico.
Protagonizó la película de producción independiente Blue, y participó como actor invitado en la famosa serie estadounidense de acción El Centinela. Gracias a esta significativa experiencia fue preseleccionado como uno de los posibles protagonistas de la película "La Máscara del Zorro". También, firmó un precontrato con la compañía de Aaron Spelling, creador de series famosas como Beverly Hills, 90210, Dinastía, Dallas y Melrose Place.
Ha participado en obras teatrales como Caracas, urgente, Donde come uno, comen dos y "Purísima". También se ha destacado en el cine venezolano, específicamente en dos películas que batieron récord en taquilla: La mujer de fuego y La oveja negra.
Carlos Montilla es padre de dos varones y con ellos y su inseparable esposa, se radicó en Los Ángeles.

## Filmografía

### Telenovelas
| Telenovelas | Telenovelas              | Telenovelas             | Telenovelas                                             |
| Años        | Título                   | Cadena                  | Personajes                                              |
| ----------- | ------------------------ | ----------------------- | ------------------------------------------------------- |
| 2012        | Mi ex me tiene ganas     | Venevisión              | Kevin Miller                                            |
| 2010-2011   | El fantasma de Elena     | Telemundo               | Darío Girón                                             |
| 2009-2010   | Tomasa Tequiero          | Venevisión              | Severo Bustamante                                       |
| 2008-2009   | La vida entera           | Venevisión              | Cristóbal Duque                                         |
| 2006-2007   | Ciudad Bendita           | Venevisión              | Darwin Manuel                                           |
| 2005        | El amor las vuelve locas | Venevisión              | Pablo Martínez                                          |
| 2002-2004   | Rosa Elena               | Id Red Canal Television | Luis Fernando Guillen Morales / Juan Fernando Gutierrez |
| 2002-2003   | Trapos íntimos           | RCTV                    | Fernando Lobo Santacruz                                 |
| 2001        | Carissima                | RCTV                    | Gabriel Enrique Santuario Moro                          |
| 1999-2000   | Mariú                    | RCTV                    | Emiliano Gálvez Escorza                                 |
| 1998-1999   | Aunque me cueste la vida | RCTV                    | Vicente Valbuena                                        |
| 1993-1995   | Mi Amada Juana           | Id Red Canal Television | Carlos Raul Gonzalez Perez                              |
| 1993-1994   | Sirena                   | Marte Televisión        | Adonis Díniz                                            |
| 1992        | La loba herida           | Marte Televisión        | Macuto Algarbe                                          |
| 1990        | Carmen querida           | RCTV                    | Ing. Arturo Albornoz Febres                             |
| 1989        | Rubí rebelde             | RCTV                    | Diego De La Fuente                                      |
| 1988-1989   | Alma mía                 | RCTV                    | Luis Gustavo                                            |
| 1987-1988   | Primavera                | RCTV                    | Salvador González                                       |
| 1987        | Roberta                  | RCTV                    | Rodolfo                                                 |
| 1986        | Atrévete                 | RCTV                    |                                                         |
| 1984-1985   | Topacio                  | RCTV                    | Rafael                                                  |

### Películas
| Año  | Título                      | Personaje          |
| ---- | --------------------------- | ------------------ |
| 2018 | Locos y Peligrosos          | Otto Guadron       |
| 2015 | The Boatman                 | Norberto           |
| 2006 | Chao Cristina               | Álvaro Vera        |
| 2006 | Hollywood Family            | Santiago Cordilian |
| 2000 | La mágica aventura de Óscar | Padre de Oscar     |
| 1996 | Campanas de boda            | Gustavo            |
| 1989 | Mujer de fuego              | Alfredo            |
| 1987 | La oveja negra              | Jairo              |

## Series
| 2016 | Jane the Virgin | César Chávez |